# Блањи сир Венжан
Блањи сир Венжан (фр. Blagny-sur-Vingeanne) насеље је и општина у источном делу централне Француске у региону Бургоња, у департману Златна обала која припада префектури Дижон.
По подацима из 2011. године у општини је живело 144 становника, а густина насељености је износила 19,05 становника/km². Општина се простире на површини од 7,56 km². Налази се на средњој надморској висини од 219 метара (максималној 254 m, а минималној 200 m).

## Демографија
| 1962. | 1968. | 1975. | 1982. | 1990. | 1999. | 2011. |
| ----- | ----- | ----- | ----- | ----- | ----- | ----- |
| 111   | 133   | 117   | 119   | 122   | 109   | 144   |

График промене броја становника у току последњих година